# Straßenlauf-Länderkampf der Männer 1991 Niederlande – Deutschland – Frankreich – Schweiz
| 4. Leichtathletik-Länderkampf mit deutscher Beteiligung 1991                     | 4. Leichtathletik-Länderkampf mit deutscher Beteiligung 1991 |
| -------------------------------------------------------------------------------- | ------------------------------------------------------------ |
|                                                                                  |                                                              |
| Straßenlaufvergleich der Männer Niederlande – Deutschland – Frankreich – Schweiz |                                                              |
| Austragungsort                                                                   | Grootebroek 0000bei Enkhuizen                                |
| Wettbewerbe                                                                      | 1                                                            |
| Datum                                                                            | 6. Juli                                                      |
| 1. FRA 2. GER 3. SUI 4. NLD                                                      | 5:15:38 h 5:15:58 h 5:17:09 h 5:19:34 h                      |
| Chronik                                                                          |                                                              |
| ← SWE-GER-AUS-FRA- 00GBR-ITA-ESP (M/F)                                           | NLD-GER-FRA-SUI00 Str'lauf (F) →                             |

Der vierte Vergleich des Länderkampfjahres 1991 war ein Länderkampf in einer Wertungsform nur für Männer. Am 6. Juli wurde die traditionelle Begegnung der Straßenläufer aus Deutschland, den Niederlanden, Frankreich und der Schweiz ausgetragen. Gastgeber war diesmal der niederländische Ort Grootebroek bei Enkhuizen am IJsselmeer. Begonnen hatte diese Vergleichsserie mit den drei Ländern Schweiz, Bundesrepublik Deutschland und Niederlande. Zwischenzeitlich war sie erweitert worden durch die Teilnahme weiterer Nationen, die dann wieder wegfielen. 1982 kam als Teilnehmer noch Frankreich hinzu. Insgesamt dreizehn bundesdeutsche Siege hatte es gegeben. Je vier Mal hatten sich die Schweiz, Frankreich und die später nicht mehr beteiligten Italiener durchgesetzt, drei Erfolge hatten die Niederländer zu verzeichnen.
Auch die Frauen veranstalten am selben Tag und selben Ort einen Straßenlauf-Länderkampf.

## Modus
Auf dem Programm stand ein Rennen über 25 Kilometer. Gewertet wurden die vier besten Läufer der einzelnen Teams über die Addition ihrer Zeiten. Wie viele Vertreter je Land eingesetzt werden konnten, ist nicht angegeben.
Leider finden sich auch keine Angaben über die komplette Ergebnisliste. Aufgeführt sind die Läufer auf den Plätzen eins bis acht sowie die weiteren deutschen Sportler.

## Ergebnis
Auf den ersten vier Plätzen der Einzelwertung waren diesmal Teilnehmer aus allen vier beteiligten Nationen vertreten. Ein Niederländer siegte vor einem Franzosen, einem Schweizer und einem Deutschen. In der Länderkampfwertung kamen in diesem Jahr die französischen Läufer in 5:15:38 h zu ihrem fünften Sieg. Zwanzig Sekunden dahinter belegte Deutschland Rang zwei und musste so die erste Niederlage der Saison hinnehmen. Eine gute weitere Minute zurück kam die Schweiz auf den dritten Platz. Gastgeber und Vorjahressieger Niederlande belegte mit noch einmal knapp zwei Minuten Rückstand Platz vier.
In der Ergebnisübersicht sind in der Einzelwertung auch Läufer mit der Länderzuordnung „De II“ verzeichnet. Ob eine zweite deutsche Mannschaft für den Länderkampf mitgewertet wurde, bleibt allerdings unklar, in den Platzierungen und Zeiten für diese Länderkampfwertung ist jedenfalls kein zweites deutsches Team benannt.

## Resultat

### 25-km-Straßenlauf
| Platz | Athlet                | Land | Zeit (h) |
| ----- | --------------------- | ---- | -------- |
| 01    | Tonnie Dirks          | NLD  | 1:17:44  |
| 02    | Didier Bernard        | FRA  | 1:17:51  |
| 03    | Daniel Böltz          | SUI  | 1:17:58  |
| 04    | Steffen Dittmann      | GER  | 1:18:13  |
| 05    | Konrad Dobler         | GER  | 1:18:15  |
| 06    | Aziz Nih              | FRA  | 1:18:25  |
| 07    | Jean-Baptiste Protais | FRA  | 1:18:35  |
| 08    | Markus Graf           | SUI  | 1:18:40  |
| 000…  |                       |      |          |
| 10    | Rainer Wachenbrunner  | GER  | 1:19:24  |
| 12    | Guido Dold            | GER  | 1:20:06  |
| 13    | Thomas Ertl           | GER  | 1:20:13  |
| 17    | Reiner Gutschank      | GER  | 1:20:14  |
| 19    | Werner Grommisch      | GER  | 1:22:01  |
| 21    | Stefan Seidemann      | GER  | 1:22:29  |
| 23    | Dirk Nürnberger       | GER  | 1:23:55  |